# Индра Деви
И́ндра Де́ви (англ. Indra Devi, настоящее имя — Евгения Васильевна Петерсон (латыш. Eiženija Pētersone); 12 мая 1899, Рига, Российская империя — 25 апреля 2002, Буэнос-Айрес, Аргентина) — одна из первых женщин-йогов, получивших мировую известность, популяризатор йоги в разных странах мира.

## Ранние годы
Родилась в Риге в семье банковского служащего шведского происхождения Василия Петерсона и русской дворянки Александры Лабунской, известной в дореволюционной России актрисы оперетты, которая несмотря на своё происхождение, блистала на сцене. Александр Вертинский, который был частым гостем у актрисы Лабунской, называл её маленькую дочь «Девочка не как-нибудь, а не так как все». (стихотворение «Девочка с капризами») Во время Первой мировой войны семья из Риги переехала в Санкт-Петербург. Там девочка окончила гимназию и, уже тогда мечтая стать актрисой, поступила в театральную студию Комиссаржевского; вскоре ей стали давать главные роли. В 1915 году Евгения Лабунская-Петерсон переехала в Москву. Именно тогда ей попалась на глаза первая книга о йоге. В 1920 году Евгения вместе с матерью эмигрировала из Латвии в Германию, где начала театральную карьеру, войдя в труппу Дягилевского Русского театра, с которой побывала во многих европейских столицах. Поворотным моментом в её жизни стало посещение лекций Джидду Кришнамурти в Голландии, пробудившее у неё интерес к индийской культуре и религии.

## В Индии
В 1927 году Евгения Петерсон посетила Индию, познакомившись там с Джавахарлалом Неру, Махатмой Ганди и Рабиндранатом Тагором. Окончательно переселившись туда, она сменила имя на Индра Деви и некоторое время снималась в болливудских фильмах. Параллельно она училась йоге в Бомбее и Майсуре; её учителем стал Тирумалай Кришнамачарья, основатель йогашалы в Джаганмоханском дворце в Майсуре. Переехав вместе с мужем-дипломатом в Китай, она открыла студию йоги в Шанхае в феврале 1939 года; энтузиастам йоги покровительствовала Сун Мэйлин, жена диктатора Чан Кайши. Там она прославилась и как исполнительница индийских храмовых танцев, которым обучалась в Бомбее. После окончания Второй мировой войны Индра вернулась в Индию, продолжив совершенствоваться в искусстве йоги и вскоре приобрела известность как первый человек Запада, который обучает йоге в Индии.

## В США и Мексике
В 1947 году, после смерти мужа, Индра Деви перебралась в Голливуд, где начала популяризировать йогу среди кинозвёзд. Среди её учеников — Рамон Новарро, Дженнифер Джонс, Грета Гарбо, Глория Свенсон. Лекции и книги Индры Деви пользовались большой популярностью и немало способствовали распространению йоги в США.
Есть сведения о том, что в 1960 году по приглашению индийского посла она приезжала в СССР и встречалась с крупнейшими советскими государственными деятелями: Косыгиным, Громыко, Микояном. В западной прессе её называли «женщиной, которая познакомила с йогой Кремль».
В 1961 году Индра Деви создала центр индуизма в мексиканском городе Текате, где занималась подготовкой учителей йоги.

## В Аргентине
В 1982 году она впервые посетила Аргентину, а в 1985 году решила остаться там, начав работу по распространению йоги, проводя лекции и семинары в различных городах Латинской Америки и Европы. В июне 1988 года она основала Фонд Индры Деви, который организует встречи инструкторов йоги и способствует распространению учения по всему миру.
В мае 1990 года Индра Деви снова приехала в СССР. Она посетила родную Ригу, Москву и другие города, а ведущий популярной в эпоху перестройки передачи «До и после полуночи» Владимир Молчанов взял у неё интервью. Позднее Индра Деви побывала в России ещё дважды: в 1992 году по приглашению Олимпийского комитета России и в 1994 году по приглашению аргентинского посла в России.
В 1999 году она отметила свой столетний юбилей, на котором присутствовало 3000 человек.
Прожив последние 17 лет своей жизни в Аргентине, Индра Деви скончалась в Буэнос-Айресе на 103-м году жизни.
Она владела двенадцатью языками, пять из которых: русский, немецкий, английский, испанский и французский оставались в её активном пользовании до самых последних дней её жизни.

## Личная жизнь
В 1930 году вышла замуж за атташе Яна Стракаты, их брак продлился до смерти Стракаты в 1946 году.